# Sofielunds församling
Sofielunds församling var en församling i Lunds stift och i Malmö kommun. Församlingen uppgick 2002 i Möllevången-Sofielunds församling.

## Administrativ historik
Församlingen bildades 1969 genom en utbrytning ur Västra Skrävlinge församling. Församlingen utgjorde till 2002 ett eget pastorat. Församlingen uppgick 2002 i Möllevången-Sofielunds församling.

## Kyrkor
- Sankt Matteus kyrka